# آلانا نیکولز
آلانا جین نیکولز (زاده ۲۱ مارس ۱۹۸۳) بازیکن بسکتبال با ویلچر پارالمپیک آمریکایی و اسکی‌باز آلپاین است.

## دوران کودکی
نیکولز در نیومکزیکو به دنیا آمد و وقتی نه ماهه بود پدرش توسط یک راننده مست کشته شد. نیکولز در آن زمان سه خواهر و برادر دیگر نیز داشت و مادرش برای بزرگ کردن آنها سخت تلاش می‌کرد. به خاطر همین مادرش او و خواهر بزرگترش جووان را نزد پدربزرگ و مادربزرگشان در فارمینگتون نیومکزیکو فرستاد.  او هنگامی که بزرگ‌تر شد، زمستان‌ها را در کلرادو با اسنوبورد می‌گذراند. در سال ۲۰۰۰، در یکی از همین اسنوبوردسواری‌ها، نیکولز تلاش کرد تا به عقب برود، اما بیش از حد چرخید و روی یک صخره سقوط کرد. هنگام وقوع این حادثه، نیکولز با هلیکوپتر به مرکز پزشکی منطقه‌ای سان خوان در فارمینگتون منتقل شد و روی او عمل جراحی صورت گرفت. این عمل هشت ساعت به طول انجامید و طی آن کمر نیکولز با دو میله و سه گیره بازسازی شد.  جراحت نیکولز باعث شکسته شدن مهره‌های کمر او شد و پس از آن نیکولز از ناحیه کمر به پایین فلج شد. 

## دوران دانشگاه
۹ ماه پس از تصادف، نیکولز به دانشگاه نیومکزیکو رفت تا به خواهرش بپیوندد.  در سال ۲۰۰۲ بود که وی با ورزش بسکتبال با ویلچر آشنا شد و به سرعت در این ورزش عالی شد. نیکولز پس از کشف این ورزش به دانشگاه آریزونا منتقل شد و در آنجا در رشته توانبخشی آموزش استثنایی و روانشناسی مدرسه تحصیل کرد.  او بعداً در دانشگاه آلاباما در مقطع کارشناسی ارشد تحصیل کرد و در نهایت با مدرک کارشناسی ارشد در حرکت‌شناسی فارغ‌التحصیل شد. 

## حرفه المپیک

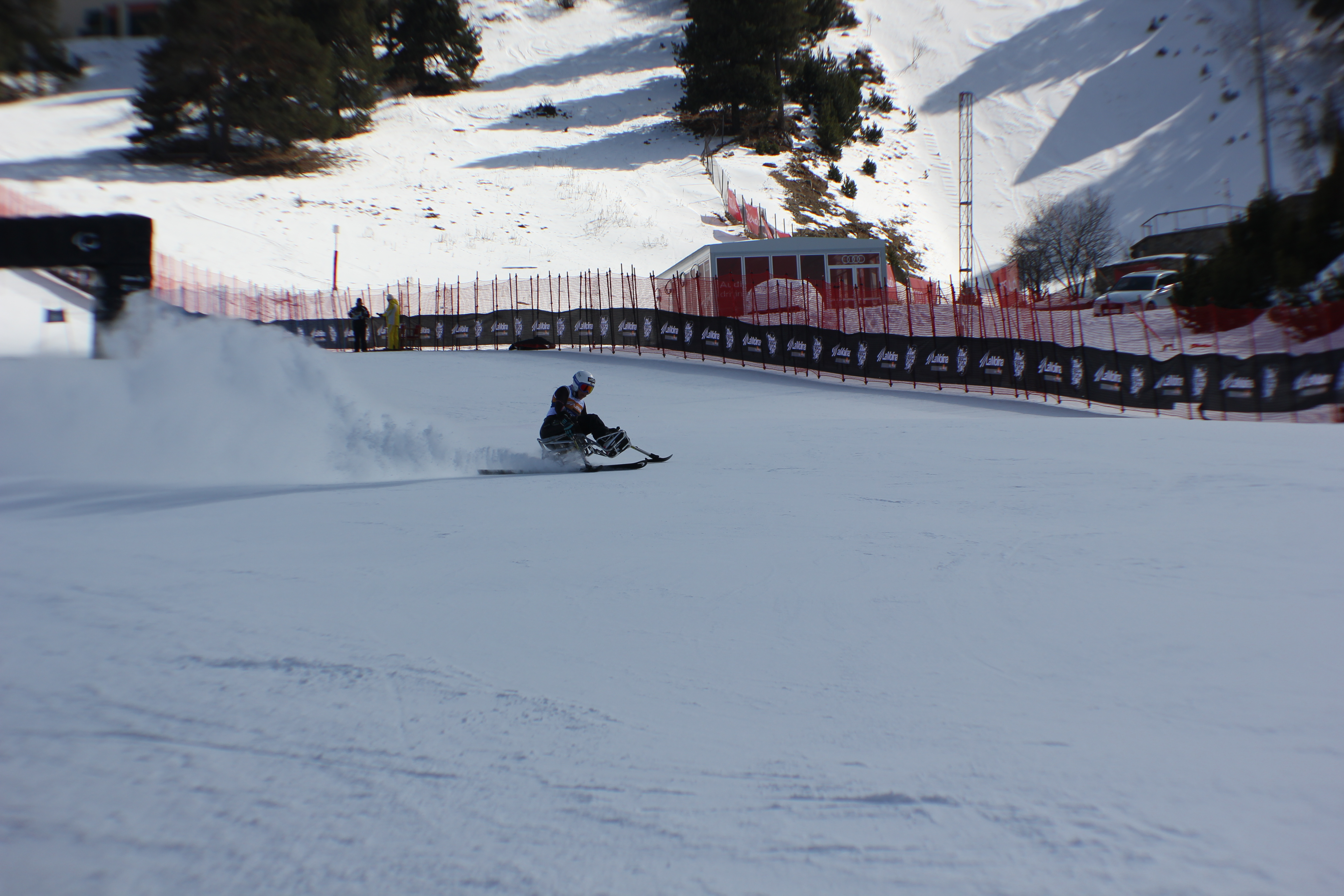
مسابقات جهانی آلپاین آی‌پی‌سی. اسکی مارپیچ بزرگ زنان

نیکولز پنج بار در مسابقات پارالمپیک (۲۰۰۸، ۲۰۱۰، ۲۰۱۲، ۲۰۱۴، ۲۰۱۶) شرکت کرده و برنده شش مدال (۳ طلا، ۲ نقره، ۱ برنز) است.  پس از اینکه به عنوان جایگزین برای تیم زنان ایالات متحده در پارالمپیک تابستانی ۲۰۰۴ در آتن فعال بود، در سال ۲۰۰۵ به تیم ملی معرفی شد و به این تیم کمک کرد تا مدال نقره مسابقات قهرمانی جهانی بسکتبال با ویلچر را در سال ۲۰۰۶ کسب کند.  اولین حضور او در پارالمپیک در سال ۲۰۰۸ بود که به عنوان بخشی از تیم زنان ایالات متحده، مدال طلای بسکتبال با ویلچر را در بازی‌های پکن به دست آورد.  
نیکولز یک ماه پس از پارالمپیک پکن، از آلاباما به کلرادو نقل مکان کرد تا آموزش اسکی آلپاین را آغاز کند. او در سال ۲۰۰۲ اسکی تطبیقی را امتحان کرده بود، اما در آن زمان ترجیح داد به جای آن روی بسکتبال تمرکز کند. پس از تماشای رویدادهای اسکی در پارالمپیک زمستانی ۲۰۰۶ و یادگیری از مرکز ملی ورزشی معلولان (ان‌اس‌سی‌دی) در وینتر پارک، کلرادو، تصمیم گرفت به محض اتمام پارالمپیک تابستانی ۲۰۰۸ این ورزش را دنبال کند. او شروع به تمرین با برنامه ان‌اس‌سی‌دی کرد و به سرعت پیشرفت کرد. اولین برد او در فوریه ۲۰۰۹ به دست آمد، زمانی که او لوری استفنز دارنده مدال طلای پارالمپیک را شکست داد و در مسابقات اسکی مارپیچ سرعت در مسابقات جام آمریکای شمالی در کیمبرلی، بریتیش کلمبیا، اول شد.  او در مسابقه اسکی سرعت برنده شد و در مسابقات سوپرترکیبی در مسابقات ملی تطبیقی ایالات متحده در اواخر همان سال مقام سوم را به دست آورد. در مارس ۲۰۱۰، او اولین فصل خود در جام جهانی آلپاین آی‌پی‌سی را با مقام اول در اسکی سرعت، دوم در سوپر ترکیبی و سوم در اسکی مارپیچ سرعت به پایان رساند. بعداً در ماه مارس، او در بازی‌های پارالمپیک زمستانی ۲۰۱۰ در ونکوور، بریتیش کلمبیا، کانادا شرکت کرد و در آنجا دو مدال طلا، یک مدال نقره و یک مدال برنز به دست آورد. وی در اسکی سرعت و اسکی مارپیچ بزرگ به مقام اول، در اسکی مارپیچ سرعت به مقام دوم و در سوپر ترکیبی به مقام سوم نائل شد. نیکولز اولین زن آمریکایی با مدال طلا در بازی‌های تابستانی و زمستانی است. 
در سال ۲۰۱۲، نیکولز در پارالمپیک لندن شرکت کرد و در آن مسابقه، تیم بسکتبال با ویلچر زنان ایالات متحده چهارم شد.  نیکولز قبل از بازی‌های زمستانی پارالمپیک ۲۰۱۴ در سوچی روسیه، سه رباط خود را در حین تمرین پاره کرد.  او با وجود این مصدومیت بهبود یافت و در اسکی سرعت به مدال نقره دست پیدا کرد.  در سال ۲۰۱۶، نیکولز اولین بازی خود را در پاراکانو در بازی‌های پارالمپیک ریو انجام داد. 

## حرفه رسانه ای
نیکولز در پارالمپیک ۲۰۲۱ توکیو برای شبکه ان‌بی‌سی گزارشگری کرد. 